# Il prato in fondo al mare
Il prato in fondo al mare è un romanzo di Stanislao Nievo, scritto nel 1974 e vincitore del Premio Campiello nel 1975.
In un immaginario diario di bordo si racconta la fine tragica di un avo dell'autore, Ippolito Nievo, avvenuta a causa del naufragio del vascello Ercole su cui si era imbarcato a Palermo nel marzo del 1861 per portare a Torino la contabilità della spedizione dei Mille sulla quale infuriavano le polemiche.

## Edizioni
- Stanislao Nievo, Il prato in fondo al mare, Arnoldo Mondadori Editore, 1974.